# Aeroporto de Malmo
O Aeroporto de Malmö (Malmö Airport; código IATA: MMX, código ICAO: ESMS), é o quarto maior aeroporto da Suécia.
Fica situado na proximidade da cidade de Svedala, a 30 quilómetros do centro de Malmö, e a 55 km de Copenhaga.
Em 2018 passaram 2,1 milhões de passageiros por este aeroporto.
A ligação de autocarro a Malmö leva uns 30 minutos, pela estrada regional 108.
Cerca de 1 200 pessoas trabalham neste aeroporto.